# Thalassarche bulleri
Thalassarche bulleri là một loài chim trong họ Diomedeidae.
Loài này sinh sản ở các hòn đảo xung quanh New Zealand.